# Molokai, l'isola maledetta
Molokai, l'isola maledetta (Molokai, la isla maldita) è un film del 1959 diretto da Luis Lucia.

## Trama
Nel 1873 padre Damiano de Veuster, un missionario cattolico belga, giunge sull'isola di Molokai, nelle Hawaii, dove sono esiliati i lebbrosi hawaiani, per prestare loro conforto spirituale e cure mediche.